# Chris Marker
Christian François Bouche-Villeneuve (conocido también con varios sobrenombres, pero sobre todo como Chris Marker) (Neuilly-sur-Seine, Francia, 29 de julio de 1921-París, Francia, 29 de julio de 2012) fue un escritor, fotógrafo y director de cine francés, a quien se atribuye la invención del documental subjetivo. Se dedicó, durante sesenta años de trabajo, a observar, con curiosidad meticulosa, con ironía cáustica y a menudo divertida, incluso con cólera, las vicisitudes de la historia mundial y también del individuo.
Philippe Dubois afirmó, en su Théorème 6: Recherches sur Chris Marker, una recopilación de artículos sobre aspectos de la obra de este director:

Chris Marker es, en cierto modo, el más célebre de los cineastas desconocidos. (Dubois, 2006, p. 6).

## Biografía
Comenzó su trabajo como parte del grupo de la Rive gauche francesa, paralelo pero distinto de la nouvelle vague, con la que compartirían temas y trabajos más tarde. Su obra —casi invariablemente documental, con la única excepción de la pieza de ciencia ficción La Jetée— ha resultado influyente pero casi desconocida para el público masivo. La Jetée, Sans soleil y sus ensayos fílmicos sobre Akira Kurosawa, AK, y Andrei Tarkovsky, Une journée d'Andrei Arsenevitch, son los más accesibles y fáciles de conseguir.
Además del relativo hermetismo de sus trabajos, el desconocimiento acerca de la figura de Marker fue alimentado por él mismo; se negó casi sistemáticamente a conceder entrevistas, y se divertía ofreciendo versiones contradictorias acerca de los eventos de su vida y juventud. Como anécdota, cada vez que alguien le solicitaba una fotografía suya para ilustrar un reportaje, un libro o una entrevista, Marker enviaba, cuando lo hacía, una foto de su gato preferido. 

### Primeras obras
Comenzó a trabajar en cine a comienzos de los años cincuenta; su primer trabajo conservado es Olympia 52, un documental sobre los Juegos Olímpicos de Oslo 1952 que dirigió, escribió y rodó en 16 mm él mismo, con producción de Anatole Dauman. Solo hasta un año más tarde produciría su primera obra verdaderamente influyente, el cortometraje Les statues meurent aussi, codirigido con Alain Resnais —quien, junto con Marker y Agnès Varda, formaba el núcleo de la rive gauche. Les statues... fue una obra pionera del anticolonialismo donde exploraba, a través de una intensa narración en off, el destino de las obras de arte africanas asimiladas al circuito de la explotación comercial en Europa, sin que las acompañase el esfuerzo por reproducir y conservar el entorno cultural que las produjera. Introducidas a la fuerza en un sistema cultural en el que la relación con el objeto artístico es la de contemplación desinteresada, los objetos de arte de África atraviesan una transformación que las separa de su contexto original, en el que formaban parte de las prácticas sociales y rituales de los nativos; a su vez, su transformación transforma la vida de los africanos, que producen sus objetos al ritmo y gusto que les impone su comercialización por los colonizadores blancos. Resnais y Marker combinaron en la obra los temas culturales de la crítica al etnocentrismo con la marcada politización que caracterizaría al cine de este último en adelante. Acusaba la influencia del museo imaginario teorizado por André Malraux; por medio de la idea de que el sistema colonial se autolegitima políticamente, al mantener un punto de vista antihistórico sobre las tradiciones y el patrimonio de los pueblos de los que se adjudica la administración, la película unía en un mismo movimiento la denuncia del imperialismo cultural y la crítica de las disfunciones económicas derivadas de ese tipo de régimen. Fue por ello censurada en Francia durante mucho tiempo.
Dos años más tarde volvería a colaborar con Resnais en una de las obras maestras de este último; fue su asistente en la dirección de Noche y niebla, sobre guion de Jean Cayrol, quien había estado prisionero en un campo de concentración durante la guerra. El documental, de estética mesurada, no se concentra en el horror visceral de la guerra y el exterminio, como haría luego Shoah, sino que explora, mediante el montaje de material de archivo, los medios que el régimen desarrolló para hacer invisible esta experiencia; la niebla del título alude tanto al sigilo con que tenían lugar las deportaciones a los campos como al voluntario velo que el pueblo alemán echó sobre la degradación a la que sus vecinos y compañeros fueron sometidos.
Tras un hiato de unos años, Marker regresó a la dirección plasmando sus experiencias políticas y etnográficas en los países revolucionarios en sendos documentales sobre China y la Unión Soviética, Dimanche à Pekin (1956) y Lettre de Siberie (1957). Con estos trabajos desarrolla la que será la impronta de su obra posterior: el comentario en off, el montaje dialéctico al modo de Sergéi Eisenstein —una escena de Lettre de Siberie honra las teorías soviéticas sobre el montaje reproduciendo tres veces consecutivas la misma acción, acompañándola una vez con un comentario prosoviético, una segunda con uno no comprometido, y finalmente con uno antisoviético—, la yuxtaposición de pasado y presente, la documentación fílmica de las contradicciones —entre innovación y tradición, o entre esperanza y represión— en la línea de su filiación política; la producción de Dauman le daría gran libertad para desarrollar un lenguaje fílmico propio. Proseguiría su trabajo en esta línea en Description d'un combat (1960), sobre el conflicto israelí, y ¡Cuba sí! (1961), una mirada amable pero preocupada sobre la Cuba inmediatamente posterior a la revolución. Durante esos años, escribió además guiones para un documental sobre Django Reinhardt, el premiado documental L' Amerique insolite, de su compatriota François Reichenbach, y otros cortometrajes.

### La Jetéey el salto a la "fama"
Su reconocimiento internacional le llega con el cortometraje La Jetée (1962), que cuenta experimentos científicos sobre viajes en el tiempo en un mundo posapocalíptico. Sirvió de inspiración, entre otros, a Terry Gilliam, en Doce monos.
En 1977 Marker termina de montar Le Fond de l'air est rouge (El fondo del aire es rojo, también conocida internacionalmente como A grin without a cat), una de sus obras más ambiciosas, en donde disecciona los movimientos sociales que surgieron en muchos países del mundo a finales de la década de 1960, además de reflexionar, una vez más, sobre las imágenes y la memoria.
En 1982, Sans soleil supera los límites de lo que se puede llamar "documental". Se trata de un ensayo, de un montaje que une partes de documentales y de ficción con comentarios filosóficos, con lo que genera una atmósfera onírica y de ciencia ficción. Los principales temas son el Japón, la memoria y el viaje. El título de la película está tomado de un ciclo de canciones de Modest Músorgski.
Con Sans soleil, muestra su interés hacia la tecnología digital, lo que le llevará a dirigir la película Level 5 (1997) e Immemory (1998), un CD-ROM multimedia interactivo, producido por el centro Georges Pompidou.
En el terreno político, todas sus películas están comprometidas; son una revolución, en el sentido más amplio: habla de Pekín, de Cuba, de la Siberia comunista; de la lucha contra la opresión: guerra, conflictos, Vietnam, Bosnia; de la lucha sindical y obrera: Le Joli Mai (crónica moral y sociológica sobre el París de los años 60, que es una especie de anticipo de los acontecimientos de mayo de 1968, pero cuyo tema es la percepción de la independencia de Argelia en la metrópoli y el proceso contra los generales que participaron en el intento de golpe de Estado de Argel que se desarrolló en París en mayo de 1962. 
Como director, a menudo se relaciona a Chris Marker con Andrei Tarkovsky y Akira Kurosawa, a los que filmó en sus películas. Chris Marker vivió en París sus últimos años de vida y no solía conceder entrevistas.
Sus películas se proyectan en Francia con regularidad, y unas quince de ellas se pueden ver en el Forum des images de modo permanente.
Falleció en su cumpleaños no. 91, el 29 de julio de 2012 en París.

## Filmografía
Las películas marcadas (DVD) se pueden encontrar en este soporte.
- Olympia 52 (1952), 82'
- Les Statues meurent aussi (1953), 30', codirigida por Alain Resnais
- Nuit et brouillard (1955), 32', ayudante de Alain Resnais
- Dimanche à Pekin (1956), 22'
- Lettre de Sibérie (1957), 62'
- Les Astronautes (1959), 15', codirigida por Walerian Borowczyk
- Description d'un combat (1960), 60'
- ¡Cuba sí! (1961), 52'
- La Jetée (1962), 28', (DVD)
- Le Joli Mai (1963), 165'
- Le Mystère Koumiko (1965), 54'
- Si j'avais quatre dromadaires (1966), 49'
- Lejos de Vietnam (Loin du Vietnam") (1967), 115', obra colectiva.
- Rhodiacéta (1967)
- A bientôt j'espère (1968), 55', codirigida por Mario Marret
- La Sixième Face du Pentagone (1968), 28', codirigida por François Reichenbach
- Cinétracts (1968)
- On vous parle du Brésil (1969), 20'
- Jour de tournage (1969), 11'
- Classe de lutte (1969)
- Les Mots ont un sens (1970), 20'
- Carlos Marighela (1970), 17'
- La Bataille des dix millions (1971), 58'
- Le Train en marche (1971), 32'
- On vous parle de Prague: le deuxième procès d'Artur London (sobre Artur London) (1971)
- Vive la baleine (1972), 30'
- L'Ambassade (1973), 20'
- La Solitude du chanteur de fond (1974), 60' (sobre Yves Montand)
- Le Fond de l'air est rouge (1977), 240' (rehecha en 1997)
- Junkiopa (1981), 6'
- Sans soleil (1983), 100', (con Florence Delay)
- 2084 (1984), 10'
- From Chris to Christo (1985)
- A.K. (1985), 71' (sobre Akira Kurosawa), (DVD)
- Mémoires pour Simone (1986), 61', también titulada Homenaje a Simone Signoret
- L'héritage de la chouette (1989), 13 episodios de 26'
- Berliner Ballade (1990), 25'
- Le Tombeau d'Alexandre (1992), 120' (DVD)
- Le Facteur sonne toujours cheval (1992)
- Le 20 heures dans les camps (1993)
- Casque Bleu (1995), 26'
- Level Five (1997), 110'
- Eclipse (1999)
- Une journée d'Andrei Arsenevitch (1999), 55' (sobre Andrei Tarkovsky) (DVD)
- Le souvenir d'un avenir (2001)
- Chats perchés (2004) (DVD)

## Premios y distinciones
Festival Internacional de Cine de Venecia
| Año  | Categoría         | Película    | Resultado |
| ---- | ----------------- | ----------- | --------- |
| 1963 | Mejor ópera prima | Le Joli Mai | Ganador   |

Festival Internacional de Cine de Berlín
| Año  | Categoría                              | Película                | Resultado |
| ---- | -------------------------------------- | ----------------------- | --------- |
| 1961 | Oso de Oro (Documental)                | Description d'un combat | Ganador   |
| 1961 | Mejor documental adecuado para jóvenes | Description d'un combat | Ganador   |